# Chalk Hills
Chalk Hills – wzgórza w Kalifornii w Stanach Zjednoczonych, leżą w dolinie San Fernando, w dzielnicy Woodland Hills miasta Los Angeles.
Wzgórza leżą pomiędzy DeSoto Avenue a Winnetka Avenue (W-E) oraz pomiędzy Ventura Boulevard a Victory Boulevard (S-N).
Chalk Hills jest rozległym, rzadko zabudowanym obszarem, częściowo zurbanizowanym przedmieściem w Dolinie San Fernando. W północnej części wzgórz usytuowany jest community college Los Angeles Pierce College.

## Sąsiednie pasma
- Góry Santa Monica — przylegają od południa
- Simi Hills — na zachód
- Santa Susana Mountains — na północ, po drugiej stronie doliny
- San Gabriel Mountains — na północny wschód, po drugiej stronie doliny
- Verdugo Mountains — na wschód, po drugiej stronie doliny